# زاده مه: تاریخ سری
«مه زاد: تاریخ سری» (انگلیسی: Mistborn: Secret History) رمان کوتاهی در ژانر خیال‌پردازی حماسی از نویسندهُ آمریکایی براندون ساندرسون است که در ۳۰ ژانویه ۲۰۱۶ منتشر شد. این کتاب داستان شخصیت کلسیر را از زمان مرگش در مه زاد: آخرین امپراطوری تا رویدادهای پایان‌بخش سه‌گانه اول سری مه زاد در کتاب مه زاد: قهرمان اعصار دنبال می‌کند.